# Adam Jones (muzyk)
Adam Thomas Jones (ur. 15 stycznia 1965 w Park Ridge) – amerykański muzyk. Od 1990 roku gitarzysta progresywno-metalowego zespołu Tool. Reżyser i główny projektant wszystkich teledysków tej grupy. Wraz z Aleksem Greyem przygotowuje oprawę graficzną albumów Tool. Odpowiada również za oprawę wizualną podczas koncertów zespołu.
W 2003 został sklasyfikowany na 75. miejscu listy 100 najlepszych gitarzystów wszech czasów magazynu Rolling Stone.
W 2004 roku muzyk został sklasyfikowany na 9. miejscu listy 100 najlepszych gitarzystów heavymetalowych wszech czasów magazynu Guitar World.

## Życiorys
Adam Jones urodził się w miejscowości Park Ridge, a dorastał w Libertyville. Będąc w szkole podstawowej grał na skrzypcach, w szkole średniej rozpoczął również grę na kontrabasie w szkolnej orkiestrze. Poza graniem muzyki poważnej był basistą zespołu rockowego Electric Sheep. Tom Morello też był członkiem tej grupy, ale założył własny zespół – Rage Against The Machine.
Po ukończeniu szkoły średniej podjął studia filmowe, lecz później przeniósł się do Hollywood Make-up Academy, gdzie praktykował rzeźbienie, tworzył lalki teatralne, uczył się charakteryzacji i makijażu sceniczno-filmowego. Tam też opanował sztukę kręcenia filmów techniką poklatkową, którą zastosował później w teledyskach: „Sober”, „Prison Sex”, „Stinkfist” i „Ænema”.
Po przeprowadzeniu się na stałe do Los Angeles, Jones zaczął projektować i wykonywać makijaże sceniczne dla różnych zespołów, między innymi Green Jelly, gdzie na perkusji grał Danny Carey, późniejszy perkusista Tool. Od czasu do czasu pracował też w komercyjnym salonie makijażu i charakteryzacji aktorów.
W 1990 roku wspólnie z Jamesem Keenanem podjął decyzję o założeniu zespołu Tool. W 1992 ukazała się pierwszy minialbum zespołu pt. Opiate, na którym Jones zagrał na gitarze.

### Praca artystyczna
Przez około dwa lata pracował w sklepie Ricka Lazzariniego „The Character Shop” pracując przy programie telewizyjnym Monsters. Tam też zaprojektował i wykonał makijaż dla Grim Reapera i głowę zombie na gwoździu, które później zostały wykorzystane w filmie Pogromcy Duchów 2. Wykonał także charakteryzację Freddiego Krugera w piątej części Koszmaru z ulicy Wiązów. Pracował też przy charakteryzacji do filmu Edward Nożycoręki.
Znajomość i praca ze specjalistą od efektów specjalnych Stanem Winstonem przyczyniła się rozwoju jego umiejętności zawodowych. Sporo czasu poświęcił także pracy nad efektami specjalnymi w filmach: Terminator 2: Dzień sądu, Predator 2, Park Jurajski 3. Pracował też dla koncernu Duracell, produkującego baterie.

## Życie prywatne
Mieszka w Los Angeles. Jest mężem Camelli Grace – autorki fotografii zespołu Tool, które można znaleźć na oficjalnej stronie zespołu a także większości, które można znaleźć w internecie (szczególnie zdjęcia sceniczne). Adam posiada w domu rzeźbę kota własnego autorstwa siedzącego na parapecie okna, która podobno przynosi szczęście.
Jest sympatykiem twórczości Zdzisława Beksińskiego i Stanisława Szukalskiego, podobnie jak reszta członków zespołu Tool. Jeździ na deskorolce W otoczeniu swojego domu kupił plac o powierzchni 1 hektara, aby móc w wolnych chwilach praktykować swoje hobby.

## Instrumentarium
| Gitary - Gibson Les Paul 1978 Silverburst - Gibson SG Przystawki - SH-4 JB model - Seymour Duncan Trembucker Wzmacniacze i kolumny głośnikowe - 1976 Marshall Super Bass amp - Diezel VH4 „blueface” amp - Mesa/Boogie Dual Rectifier amp - Sunn Beta Lead - Bogner Uberschall - Rivera Knucklehead Reverb amp - Mesa/Boogie 4x12 cabinets - Marshall 4x12 cabinet | Efekty gitarowe i syntezatory - Boss BF-2/3 Flanger - Boss DD-3 Delay - Ibanez Digital Delay - Line 6 delay - MXR Micro Amp - Gig-FX Chopper Effects Pedal - Ernie Ball Standard Volume Pedal - Foxx Tone Machine Reissue - Dunlop Heil talk box - Dunlop CryBaby BB-535 Wah-wah - Access Virus B pedal - Moog Taurus - 2 Boss PSM-5 - Boss syb-5 bass synthesizer - DOD fx40b EQ pedal - Boss GE-7 Equalizer |